# Brachychiton bidwilli
Brachychiton bidwilli är en malvaväxtart som beskrevs av William Jackson Hooker. Brachychiton bidwilli ingår i släktet Brachychiton och familjen malvaväxter. Inga underarter finns listade i Catalogue of Life.